# Gabinete de guerra

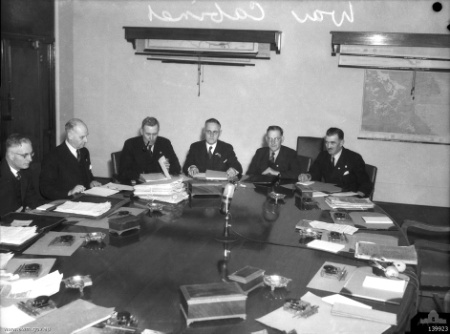
A reunião do Gabinete de Guerra Australiano em Melbourne em 1943: (da esquerda) John Curtin, Sir Frederick Sheddon, Ben Chifley, 'Doc' Evatt, Norm Makin, Arthur Drakeford

Um gabinete de guerra é um comitê de ministros criado principalmente na Grã- Bretanha e nos Estados Unidos, aos quais o governo confia deveres especiais em tempos de guerra. Ali estão representados os ministérios mais importantes para a condução da guerra. Os ministros podem ser complementados por oficiais superiores das forças armadas e por representantes da oposição.
No século XX, gabinetes de guerra foram formados pelo governo britânico tanto para a Primeira Guerra Mundial quanto para a Segunda Guerra Mundial.
O Conselho de Ministros para a Defesa do Reich, formado na Alemanha pouco antes do início da Segunda Guerra Mundial, também foi referido como o 'Gabinete de Guerra' na acusação dos julgamentos de Nuremberg.

## Reino Unido

### Primeira Guerra Mundial
Durante a Primeira Guerra Mundial, sentiu-se que longas discussões de gabinete eram impraticáveis. Em dezembro de 1916, foi proposto que o primeiro-ministro Herbert Henry Asquith delegasse a tomada de decisões a um pequeno comitê de três homens chefiado pelo secretário de Estado da Guerra David Lloyd George. Asquith inicialmente concordou (desde que ele mantivesse o direito de presidir o comitê, se desejasse) até que ele mudou de ideia depois de ser incomodado por um artigo de jornal no The Times que descreveu a mudança proposta como uma derrota para ele. A partir de então houve uma crise política; Asquith foi forçado a renunciar ao cargo de primeiro-ministro. Seu sucessor foi David Lloyd George; isso formou um pequeno gabinete de guerra.
Os membros desde o início estavam nele:
- David Lloyd George
- Lord Curzon de Kedleston (Lord Presidente do Conselho)
- Andrew Bonar Law
- Arthur Henderson (dezembro de 1916 - agosto de 1917)
- Lord Milner (dezembro de 1916 - abril de 1918)

Lloyd George, Curzon e Bonar Law foram membros enquanto o Gabinete de Guerra existiu. Entre os membros posteriores estavam
- Jan Christiaan Smuts (junho de 1917 - janeiro de 1919)
- George Barnes (maio de 1917 – janeiro de 1919)
- Austen Chamberlain (abril de 1918 – outubro de 1919)
- Sir Eric Geddes (janeiro de 1919 - outubro de 1919)

### Segunda Guerra Mundial

#### Camareiro
Após a declaração de guerra em 3 de setembro de 1939, Neville Chamberlain anunciou seu Gabinete de Guerra no mesmo dia em que o Governo de Guerra de Chamberlain foi formado:
- Primeiro Ministro: Neville Chamberlain (conservador)
- Lord Privy Seal: Sir Samuel Hoare (conservador)
- Chanceler do Tesouro: Sir John Simon (Nat. Liberal)
- Secretário de Relações Exteriores: Visconde Halifax (conservador)
- Secretária de Estado da Guerra: Leslie Hore-Belisha (Nat. Liberal)
- Secretário de Estado do Ar: Sir Kingsley Wood (conservador)
- Primeiro Lorde do Almirantado: Winston Churchill (conservador)
- Ministro da Coordenação da Defesa: Lord Chatfield (Nat.)
- Ministro sem pasta ("sem pasta"): Maurice Hankey (Nat. )

Como o Gabinete era dominado por ex-funcionários de apaziguamento de Adolf Hitler que haviam sido membros do "Governo Nacional" de Chamberlain (1937-1939), os membros Lord Hankey (ex -secretário do Gabinete durante a Primeira Guerra Mundial) e Winston Churchill (um oponente ferrenho da política de apaziguamento) para tornar o gabinete mais equilibrado. Ao contrário do gabinete de guerra de Lloyd George, desta vez os membros também eram chefes de departamentos governamentais.
Hore-Belisha renunciou ao Governo Nacional em janeiro de 1940 após divergências com os chefes de estado-maior das forças armadas; recusou-se a aceitar o cargo de Presidente da Junta Comercial. Seu sucessor no Gabinete de Guerra foi Oliver Stanley.

#### Churchill
Quando Winston Churchill se tornou primeiro-ministro durante a Segunda Guerra Mundial, ele formou um governo de coalizão (ministério de guerra de Churchill) cujo gabinete de guerra incluiu inicialmente os seguintes membros:
- Primeiro Ministro e Ministro da Defesa: Winston Churchill (conservador)
- Senhor Presidente do Conselho: Neville Chamberlain (conservador)
- Lorde do Selo Privado: Clement Attlee (Trabalho)
- Secretário de Relações Exteriores: Lord Halifax (conservador)
- Ministro sem pasta ("sem pasta"): Arthur Greenwood (Trabalhista)

### 1982 Guerra das Malvinas
Na primavera de 1982, a Grã-Bretanha e a Argentina lutaram pelas Ilhas Malvinas na Guerra das Malvinas; A Argentina perdeu essa guerra. O Gabinete de Guerra incluiu:
- Primeira-ministra - Margaret Thatcher
- Vice-Primeiro Ministro e Secretário do Interior - Willie Whitelaw
- Secretário de Estado dos Negócios Estrangeiros e da Commonwealth - Francis Pym
- Secretário de Estado da Defesa — John Nott
- Chefe do Estado-Maior de Defesa -Almirante da Frota Terence Lewin
- Procurador-Geral - Michael Havers[4]

### Guerra do Golfo 1990–1991
- Primeiro-ministro - John Major
- Secretário de Estado dos Negócios Estrangeiros e da Commonwealth —  Douglas Hurd
- Secretário de Estado da Defesa — Tom King
- Chanceler do Tesouro —  Norman Lamont
- Chefe do Estado-Maior de Defesa —  Marechal da RAF Sir David Craig[5]

## Austrália
Na Conferência Imperial em Londres em 1937, o governo australiano concordou em formar um gabinete de guerra sobre a eclosão da guerra. O gabinete completo aprovou a formação do gabinete de guerra em 26 de setembro de 1939. Como nem o Partido Nacional de Earle Page nem o Partido Trabalhista Australiano de John Curtin se juntariam a um governo de coalizão com o Partido da Austrália Unida de Robert Menzies, o Gabinete de Guerra consistia inicialmente de:
- Robert Menzies (primeiro ministro e tesoureiro)
- Richard Casey (ministro do abastecimento)
- Geoffrey Street (ministro da defesa)
- George McLeay (ministro do comércio)
- Henry Gullett (ministro da informação)
- William Hughes (procurador geral)

Em novembro de 1939, o Departamento de Defesa foi dividido. Street tornou-se ministro do exército, Menzies também se tornou ministro da coordenação de defesa, e mais três ministros se juntaram ao gabinete de guerra:
- James Fairbairn (ministro da aeronáutica)
- Frederick Stewart (ministro da marinha)
- Harry Foll (ministro do interior)

Após as mortes de Fairbairn, Stewart e Gullett no desastre aéreo de Camberra, em 1940, e a perda de assentos nas eleições federais australianas, em 1940, o gabinete de guerra de outubro de 1940 consistiu em:
- Robert Menzies (primeiro ministro e ministro da coordenação da defesa)
- Arthur Fadden (tesoureiro)
- John McEwen (ministro da aeronáutica)
- Percy Spender (ministro do exército)
- Billy Hughes (procurador geral e ministro do exército)
- Harry Foll (ministro do interior)
- Philip McBride (ministro das munições) (desde 26 de junho de 1941)

O governo foi substituído por um trabalhista em 3 de outubro de 1941. Um novo Gabinete de Guerra foi formado, consistindo de:
- John Curtin (primeiro ministro e ministro da coordenação da defesa)
- Frank Forde (ministro do exército)
- Ben Chifley (tesoureiro)
- Doc Evatt (procurador geral e ministro dos assuntos exteriores)
- Jack Beasley (ministro do abastecimento)
- Norman Makin (ministro do exército e ministro das munições)
- Arthur Drakeford (ministro da aeronáutica)
- John Dedman (ministro do interior) (desde 11 de dezembro de 1941)

Frederick Shedden, o secretário permanente do Departamento de Defesa, serviu como secretário do gabinete de guerra, que se reuniu regularmente durante a guerra. Realizou sua última reunião em Camberra em 19 de janeiro de 1946.